# Lepidolutzia dukinfieldia
Lepidolutzia dukinfieldia är en fjärilsart som beskrevs av William Schaus 1896. Lepidolutzia dukinfieldia ingår i släktet Lepidolutzia och familjen björnspinnare. Inga underarter finns listade i Catalogue of Life.